# Ramon Sugranyes i de Franch
Ramon Sugranyes i de Franch (Capellades, 31 d'octubre de 1911 - 26 de febrer de 2011) fou un dirigent catòlic i professor català, auditor laic del Concili del Vaticà II.

## Biografia
Fill de Xaviera de Franch i Capdevila, de Cardona, i de Domènech Sugranyes i Gras, arquitecte reusenc i col·laborador de Gaudí. Va néixer a Capellades, en una de les propietats rurals de la seva família materna. Ramon Sugranyes es llicencià en dret i lletres l'any 1933 a la Universitat de Barcelona, on va coincidir amb Miquel Batllori, Jaume Vicens i Vives, Joan Ramon Masoliver, Ramon Aramon i Serra o Jordi Maragall.
Durant la República va participar en la reforma educativa catalana i en moviments estudiantils catòlics, essent vicepresident de la Federació Catalana d'Estudiants Catòlics. També treballà amb Pompeu Fabra com a secretari entre 1933 i 1934 del Patronat de la Universitat Autònoma de Barcelona. Escrivia periòdicament al diari catòlic El Matí i fou professor a l'innovador centre d'educació secundària Institut Escola. En 1935-36 va fer el doctorat en dret canònic al Sacro Cuore de Milà, on va conèixer dom Luigi Sturzo i el pensador Carles Cardó.
Durant la guerra civil espanyola hagué de quedar-se fora del país a causa de la seva militància catòlica. Des de París va participar en els Comitès per a la Pau liderats per Jacques Maritain i Salvador de Madariaga. De Milà es traslladà a Ginebra on va poder continuar estudiant gràcies a l'ajuda de Rafael Patxot.
A partir de 1944 fou professor de llengua i literatura hispàniques a la Universitat Catòlica de Friburg (Suïssa), on va iniciar la seva amistat amb el teòleg Charles Journet i on va poder acabar el seu doctorat en dret i realitzar seus estudis sobre Ramon Llull, el precursor del diàleg interreligiós. En aquesta universitat va ocupar la càtedra de literatures ibèriques durant 30 anys.
Com a dirigent catòlic va ser força actiu, com a president de Pax Romana i de la Conferència de les Organitzacions Catòliques Internacionals. Això li va permetre fer amistat amb personatges com el futur Papa Montini, l'italià Vittorino Veronese o Joaquín Ruiz-Giménez. El 1963 Pau VI el nomenà auditor laic del Concili del Vaticà II. Del 1966 al 1974 ha estat consultor del Consell Pontifici per als laics, i del 1979 al 1998 president de l'Institut Internacional Jacques Maritain.
Va publicar les seves memòries Militant per la justícia (1998), on dialoga amb Hilari Raguer i Suñer i la seva filla Margarida. Va morir a Capellades el 26 de febrer de 2011.

## Premis i reconeixements
- 1983: Creu de Sant Jordi
- 1999: Premi d'Honor Lluís Carulla de la Fundació Lluís Carulla.
- 2003: Homenatge de 14 entitats, a la Universitat de Barcelona.[4]